# Jarosława Wołosiańska
Jarosława Wołosiańska, używająca także imienia Sława (ur. 9 lutego 1919 w Borysławiu, zm. 29 grudnia 2006 we Wrocławiu) – polska Sprawiedliwa Wśród Narodów Świata, która wraz z mężem uratowała 39 Żydów.

## Życiorys
Urodziła się jako drugie dziecko Ewy i Jarosława Skolskich. Uczęszczała do szkoły w Drohobyczu, gdzie zdała maturę w 1937.
W Drohobyczu, podczas okupacji niemieckiej, poznała swojego przyszłego męża, Izydora Wołosiańskiego, wówczas kierownika warsztatów mechanicznych. Mieli wspólnych przyjaciół Żydów, którym udzielali doraźnej pomocy od 1941. Rok później zdecydowali się ukryć dwie córki znajomej rodziny Stocków w specjalnie do tego przygotowanej dwupoziomowej kryjówce w piwnicy domu przy ul. Szaszkiewicza 9 w Drohobyczu. Gdy w styczniu 1943 para zawarła związek małżeński i zamieszkała w tym budynku, w skrytce chroniło się kilkanaście osób. Jarosława zdobywała dla ukrywanych jedzenie. W tym czasie mieszkanie nad Wołosiańskimi zajmował Niemiec. Jego obecność ograniczała rewizje i podejrzenia, ale jednocześnie wymuszała wysoką ostrożność. W czasie likwidacji drohobyckiego getta do piwnicy małżeństwa Wołosiańskich zeszła większość z łącznie 39 ukrywanych osób. Niektórzy z nich spędzili w kryjówce 22 miesiące, do ponownego zajęcia Drohobycza przez Armię Czerwoną 4 sierpnia 1944.
W 1946 Sława razem z rodziną przeprowadziła się do Wrocławia. Przez 25 lat pracowała w Instytucie Immunologii i Terapii Doświadczalnej PAN. Ocaleni przez nią Żydzi wyemigrowali do Stanów Zjednoczonych, Kanady, Australii i Izraela.

Dzięki staraniom Tovy Stock i Zofii Hendel 24 stycznia 1967 Jarosława Wołosiańska została odznaczona medalem Sprawiedliwy wśród Narodów Świata. Medal został również przyznany jej mężowi Izydorowi. Ze względu na wybuch wojny sześciodniowej i zerwane stosunki dyplomatyczne Polski z Izraelem nie było możliwe osobiste odebranie odznaczenia. W 1984 Sława spotkała się z uratowanymi przez nią osobami w Izraelu i odtąd wielokrotnie była ich gościem.

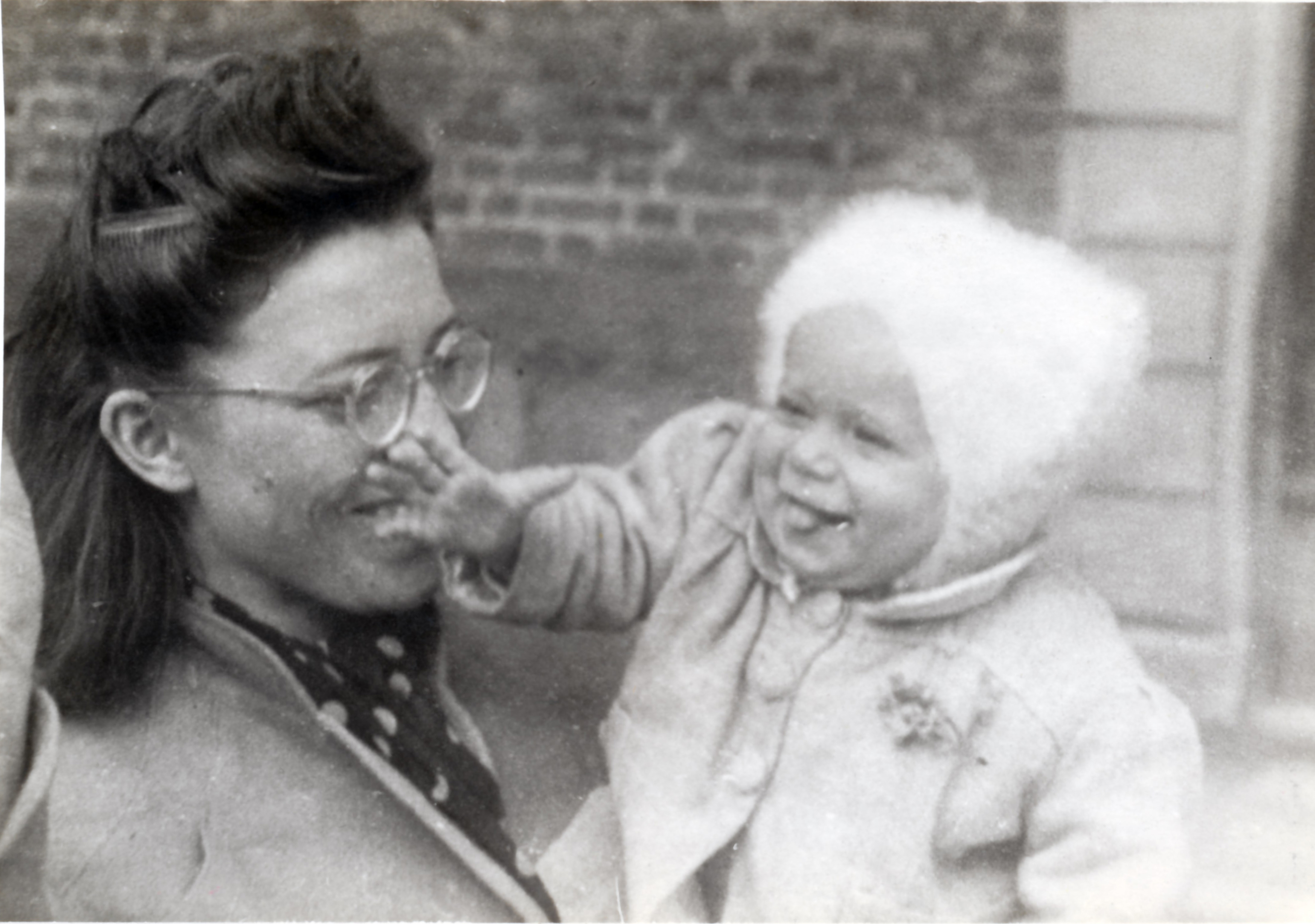
Sława Wołosiańska z córką, Anną, 1943, Drohobycz

Małżeństwu Wołosiańskich została poświęcona wystawa Wrocławianie, o których chcemy pamiętać w Domu Edyty Stein we Wrocławiu w 2010. Wystawa została zorganizowana przez Towarzystwo im. Edyty Stein, program Muzeum Historii Żydów Polskich „Polscy Sprawiedliwi – Przywracanie pamięci” oraz projekt „Miejsce Pamięci Cichych Bohaterów” przy Fundacji Miejsce Pamięci Niemieckiego Ruchu Oporu w Berlinie. Wydarzenie było elementem programu UE Europa dla Obywateli.
Jarosława była matką Anny urodzonej w 1943 oraz Haliny urodzonej w 1947.
Została pochowana na cmentarzu parafialnym w Otwocku.